# Benjamin Eastman
Benjamin « Ben » Bangs Eastman (né le 19 juillet 1911 - mort le 6 octobre 2002), surnommé "Blazin' Ben", ou encore "White Blizzard" était un athlète américain, spécialiste du 400 m et du 800 m. Il fut d'ailleurs recordman du monde du sur les deux disciplines.

## Biographie
Né à Burlingame en Californie, Eastman remporte la médaille d'argent sur 400 m aux Athlétisme aux jeux Olympiques de 1932 à Los Angeles, battu par son compatriote Bill Carr.
Il fut également champion national sur 800 m en 1934, année où il établit le record du monde de la distance.
Il est également l'un des trois Américains à avoir détenu les records du monde du 400 m et du 800 m. Il est entré au Temple de la renommée en 2006.
Il est mort en 2002 à Hotchkiss dans le Colorado à l'âge de 91 ans.

## Sources
- (en) Cet article est partiellement ou en totalité issu de l’article de Wikipédia en anglais intitulé « Ben Eastman » (voir la liste des auteurs).

## Liens
- Ressources relatives au sport :   - Olympedia
  - Temple de la renommée de l'athlétisme des États-Unis
  - Tilastopaja
  - Track and Field Statistics
- (en) Champions des États-Unis (1876-1942)
- (en) Records des Bislett Games